# Sogeti
 (juin 2014).
Sogeti est une entreprise de services du numérique (ESN), entièrement filiale de Capgemini créée en 1967.
La marque Sogeti — acronyme de « société pour la gestion de l'entreprise et traitement de l'information » — a été initialement le nom de la maison mère Capgemini dans les années 1970 (Serge Kampf a créé Sogeti avec trois collègues en 1967 à Grenoble). La marque disparaît au profit de Capgemini (et des variantes de ce même nom) avant d'être réutilisée à partir du 1er janvier 2002 pour la filiale des services de proximité du groupe qui regroupe les activités d'assistance technique autrefois intégrées complètement à Capgemini, la maison mère. Sogeti s'est développé principalement via l'OPE en 2003 sur Transiciel, pour former l'entité Sogeti-Transiciel, devenue Sogeti en 2006.

## Historique
- 1991 : fondation de l'ESN Transiciel (contraction de « Transformation et logiciel ») par Georges Cohen ;
- 2003 : OPE de Sogeti sur Transiciel ;
- 2006 : acquisition de la SSII suisse Ad-hoc Management ;
- 2007 : acquisition de la société InQA.labs ;
- 2007 : acquisition de la société Software Architects ;
- 2008 : acquisition de la société Insight Test Services ;
- 2008 : acquisition de la société Euratec, société d'études de conception mécanique ;
- 2008 : acquisition de la société Vizuri (testing - Royaume-Uni) ;
- 2009 : Sogeti vend la BU Desktop à PC30. En France, Sogeti AS fusionne avec Sogeti IS, entrainant d'importantes restructurations[C'est-à-dire ?] ;
- 2019 : La structure Sogeti France fusionne avec Capgemini Technology Services France[1].

Ancien logo.

## Informations économiques
Sogeti opère dans les services informatiques et d’ingénierie de proximité, en particulier dans la gestion des applicatifs et des infrastructures (application and infrastructure management), le conseil en technologies (high-tech engineering) et le testing. Sogeti est une filiale à 100 % de Cap Gemini S.A., coté à la Bourse de Paris.

### Dirigeants
Hans van Waayenburg est le président-directeur général du groupe Sogeti. Thomas Bascaules est le directeur général de Sogeti France. Jean-Pierre Petit est le directeur général de Sogeti High Tech.[Quand ?]

### Prestations
Le groupe propose des prestations aux entreprises : 
- le conseil en haute-technologie, l'informatique embarquée et la R&D externalisée (HTC : « High Tech Consulting »), qui représente 17 % du CA ;
- l’intégration et le développement de systèmes de gestion (AS : « Application services »), qui représente 58 % du CA ;
- l’infogérance et l’administration de systèmes et réseaux d'une part, l'activité Consulting de la Sécurité des Systèmes d'Information, de la Convergence mobile/VoIP et des solutions IT d'autre part (IS : « Infrastructure services » incluant respectivement IMS : « Infrastructure Managed Service » et ICS : « Infrastructure Consulting Service »), qui représente 25 % du CA.